# 瓦斯彈與雙彈瓦斯
瓦斯彈（日语：ドガース，香港舊譯毒氣丸）和雙彈瓦斯（日语：マタドガス，香港舊譯毒氣雙子）是兩個任天堂和Game Freak所特許經營的《精靈寶可夢》系列裡的虛構生物「寶可夢」，在《精靈寶可夢 紅》與《精靈寶可夢 綠》中首次被引入，並出現在其後續作品及改編作品中。瓦斯彈會在獲得了足夠的經驗點後進化成雙彈瓦斯。這兩個角色由杉森建創作，在動畫裡的配音員是石塚運昇。
瓦斯彈和雙彈瓦斯被稱為毒氣寶可夢，它們內部充滿了有毒氣體，這不但使得他們可以藉此攻擊，也使它們漂浮在空中。遊戲中的反派火箭隊、毒系道館館主和電視動畫裡的小次郎等角色都會使用瓦斯彈。它們得到的評價有好有壞，GamesRadar給了瓦斯彈正面評價，GameDaily把瓦斯彈評為「放屁的浮球」，而雙彈瓦斯則被一些評論指稱為「令人厭惡」、「毛骨悚然」。

## 設計概念與特徵
瓦斯彈和雙彈瓦斯由杉森建設計，玩家在遊戲中所扮演的訓練師可以收服它們並用它們與其他寶可夢對戰 。瓦斯彈的英文名Koffing是源自於「咳嗽」（coughing），雙彈瓦斯的英文名Weezing源自於「喘氣」（wheezing），這都是人在吸入毒氣後會產生的反應。它們早期的英文名是NY和LA，以影射美國城市紐約和洛杉磯的嚴重污染。
瓦斯彈的外表類似一個漂浮的紫色氣球，周圍有多個噴出毒氣的孔，身上有骷髏畫圖案。如果瓦斯彈有足夠的經驗值，它會進化成雙彈瓦斯，雙彈瓦斯的外表像是一大一小的瓦斯彈連接在一起，但是小的那個身上的骷髏畫沒有交叉的骨頭。

## 登場

### 電子遊戲
瓦斯彈和雙彈瓦斯初次登場於《精靈寶可夢 紅》與《精靈寶可夢 綠》，並出現在後續的《精靈寶可夢 金》、《精靈寶可夢 銀》、《精靈寶可夢 紅寶石》、《精靈寶可夢 藍寶石》、《精靈寶可夢 鑽石》、《精靈寶可夢 珍珠》、《精靈寶可夢 黑》、《精靈寶可夢 白》及它們的重製版裡。一些非玩家角色會使用瓦斯彈和雙彈瓦斯，包括反派組織火箭隊、毒屬性道館館主阿桔、阿桔的女兒阿杏和《精靈寶可夢 黑2》及《精靈寶可夢 白2》中的毒屬性道館館主霍米加，霍米加的道館的牆上就畫著一個巨大的瓦斯彈。
在《神奇寶貝競技場》和《神奇寶貝競技場2》裡，瓦斯彈和雙彈瓦斯同樣被阿桔和阿杏所使用，在《任天堂明星大亂鬥系列》裡，瓦斯彈和雙彈瓦斯都是丟擲精靈球時可能出現的寶可夢，兩者的效果相同，都會在被投出時釋放毒氣並給予對象嚴重的傷害。
在2016年推出的擴增實境手機遊戲《精靈寶可夢GO》中，瓦斯彈引起了一些爭議，它被遊戲安排在美國大屠殺遇難者紀念館內，有玩家表示在紀念館的毒氣室見證區內發現了「瓦斯彈」，而且瓦斯彈會使用毒氣攻擊，館方呼籲玩家不該在館內玩遊戲，並要求遊戲營運方將紀念館排除在遊戲之外。

### 動畫
在《精靈寶可夢》動畫裡，故事的主要反派火箭隊裡的小次郎會使用瓦斯彈，它首次登場於第二集，並隨著劇情進展進化成雙彈瓦斯，最後和武藏的阿柏怪一起被放回野外，這與它初次登場間隔了260集。

## 迴響與評論
阿爾伯特·伯吉生在《淺層文化的深度》（The Depth of Shallow Culture）中把瓦斯彈和雙彈瓦斯評為日本神道文化的體現，是把咳嗽和喘氣以精怪的方式呈現 。IGN認為雙彈瓦斯「醜惡至極」並認為沒有人會對它情有獨鍾.。

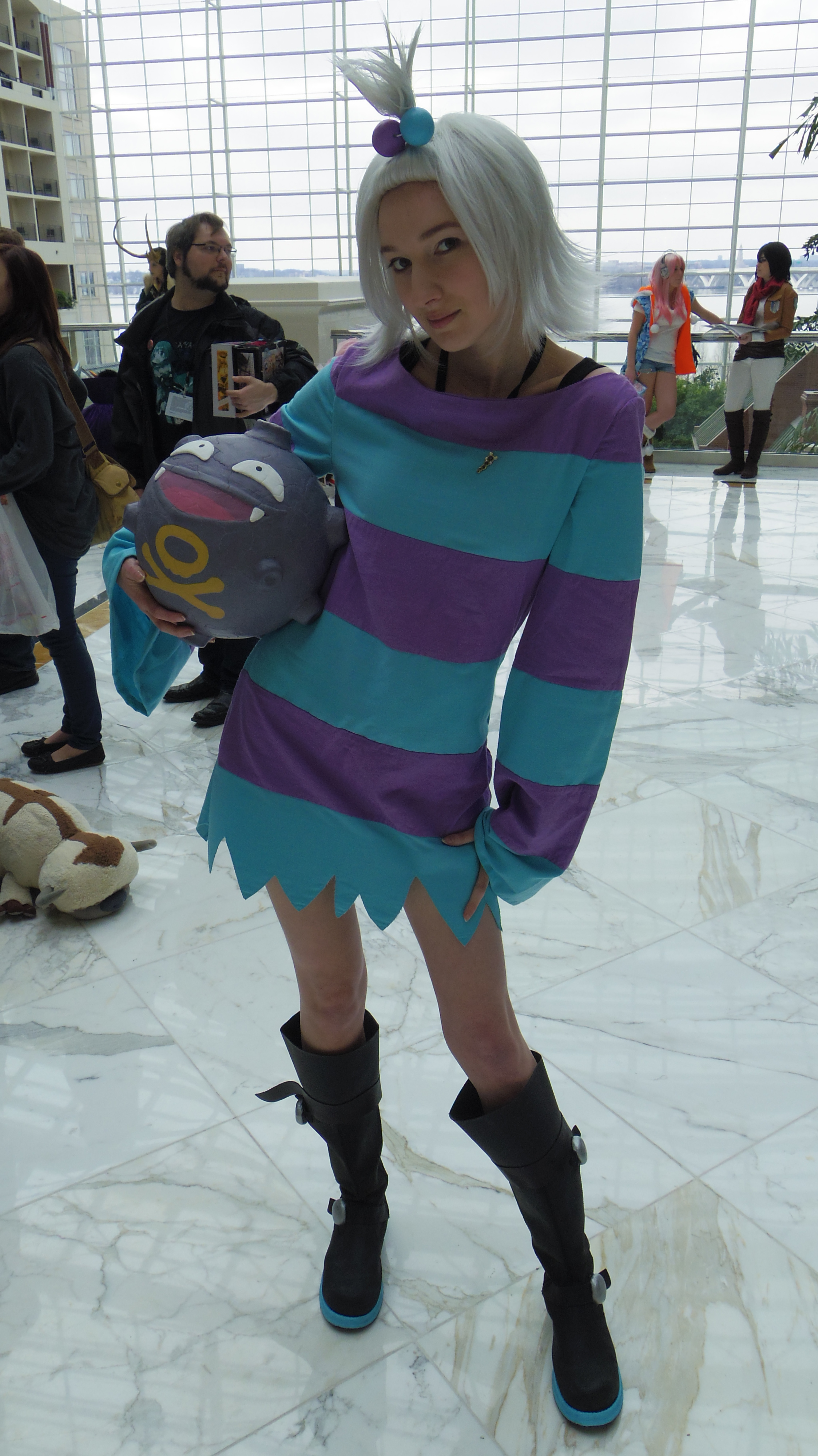
cosplayer扮演瓦斯弹

在外觀方面，GameDaily把瓦斯彈列為「十大難看寶可夢」中的第九名，認為它的設計荒誕又令人不悅，並評為「基本上就是個長滿痘痘的飄浮汽球」，InsertCredit的Tim Rodgers則讚揚其簡單的設計，認為它身上的骷髏畫圖案大膽且可能令人感到不快，比其他電子遊戲裡圓滾滾的吉祥物高了一個檔次。GamesRadar認為瓦斯彈的笑臉有點像麥當勞的吉祥物奶昔大哥，並認為它的進化型令人憎惡且不安。